# Джонсон, Адам (футболист)
А́дам Джо́нсон (англ. Adam Johnson; 14 июля 1987, Сандерленд, Англия) — английский футболист, крайний полузащитник.
После прохождения академии «Мидлсбро», успешно дебютировал в Кубке УЕФА за свой клуб в возрасте 17 лет.
Игрок, выступает преимущественно на левом фланге, однако, может сыграть и справа. Он известен своим дриблингом, а также умением прекрасно подавать угловые.
24 марта 2016 года Джонсон осуждён на 6 лет за совращение несовершеннолетней.
22 марта 2019 года вышел на свободу, отсидев полсрока.

## Клубная карьера

### Мидлсбро
Несмотря на то, что Адам родился в Сандерленде, он является воспитанником клуба «Мидлсбро». Ещё, будучи ребёнком, его, заметили скауты клуба на одном из школьных матчей. Он один из многих воспитанников академии, которые заиграли в первой команде. Вместе со своими друзьями по академии он выиграл Молодёжный кубок Англии в сезоне 2003/04.
Юноша дебютировал за основную команду, 17 марта 2005 года в Кубке УЕФА против «Спортинга» из Лиссабона, ту встречу «Мидлсбро» проиграл со счётом 0:1. Спустя почти 6 месяцев игрок дебютировал в Английской Премьер-Лиге, в матче против «Арсенала», завершившимся победой «Мидлсбро» со счётом 2:1. В данной встрече он заменил травмированного Стюарта Даунинга.

### Лидс Юнайтед и Уотфорд
16 октября 2006 года Адам на месяц присоединился к команде «Лидс Юнайтед», по арендному соглашению. В первой же встрече Джонсон получил награду «Игрок матча». В итоге за клуб он провёл 5 встреч. Однако по окончании арендного соглашения решил вернуться обратно в «Мидлсбро», несмотря на борьбу «Лидса» за повышение в классе.
Позже, в этом же сезоне, выйдя на замену в переигровке на Кубок Англии против «Бристоль Сити», он сыграл важную роль в выходе «Мидлсбро» в следующий раунд. В этом матче он отметился голевой передачей, а также забил мяч в послематчевой серии пенальти.
В сентябре 2007 года Джонсон был отдан в аренду клубу «Уотфорд» на три месяца. Он успел сыграть за клуб 12 матчей, забив 5 мячей, после чего досрочно был отозван «Мидлсбро» в связи со своими выдающимися результатами.

### Назад в Мидлсбро
В последнем матче того сезона он поучаствовал в разгроме «Манчестер Сити» со счётом 8:1, забив один из мячей с 16 метров, спустя пару минут, после выхода на замену. В сезоне 2008/09 он принял участие в 32 матчах, половину из которых провёл выходя на замену вместо Стюарта Даунинга. После серьёзной травмы Стюарта он стал выходить на поле в стартовом составе.
Окончательно Джонсон стал важной частью команды в сезоне 2009/10, после продажи Даунинга в «Астон Виллу», сумев забить три мяча в трёх первых турах.
После яркого начала сезона вокруг футболиста начали муссироваться слухи о его возможном уходе из «Мидлсбро». СМИ постоянно отправляли игрока в один из клубов Премьер-лиги, в частности в «Сандерленд». Руководство «Мидлсбро» заявило, что Джонсон не продаётся. Однако сам футболист отказался продлевать контракт с командой, который должен был истечь в конце сезона. До открытия зимнего трансферного окна, Адам успел себя зарекомендовать с лучшей стороны. Также он был признан лучшим молодым игроком года по версии северо-восточных печатных изданий Англии.

### Манчестер Сити
После открытия зимнего трансферного окна вокруг Джонсона вновь начали спекулировать слухи о его возможном уходе из команды. В частности, сообщалось о контактах с руководством «Манчестер Сити». В итоге, 1 февраля 2010 года контракт на 6 миллионов фунтов и сроком на 4,5 года был подписан. Первую встречу он провёл 6 февраля в матче против «Халл Сити», заменив Стивена Айрленда. Всего через три дня он вышел в основном составе на матч с «Болтоном» и был признан лучшим игроком встречи. Свой первый мяч Адам забил в ворота не чужого для себя «Сандерленда».

### Сандерленд
После открытия летнего трансферного окна 2012, снова заговорили о его возможном уходе из команды. На этот раз Роберто Манчини сказал, что позволит атакующему полузащитнику покинуть «Этихад Стэдиум». Это стало толчком для начала переговорного процесса между сторонами.
О сумме трансфера стороны не сообщают. Согласно Transfermarkt, стоимость Джонсона оценивалась в 10,5 миллионов евро. На футболиста также претендовали «Ливерпуль» и «Тоттенхэм».
В итоге 24 августа Джонсон подписал 4-летний контракт с «Сандерлендом».

## Достижения
Манчестер Сити
- Чемпион Англии: 2011/12
- Обладатель Кубка Англии: 2011

## Скандал и тюремный срок
Зимой 2016 года Джонсон был задержан полицией по подозрению в педофилии в марте прошлого года. В суде он признался, что соблазнил и целовался с 15-летней девушкой. Однако он отверг обвинения по ещё двум пунктам и заявил, что не имел с ней сексуальных связей. В феврале «Сандерленд» по этой причине разорвал контракт с 28-летним полузащитником. Жертва являлась владельцем абонемента «Сандерленда», боготворила Джонсона и регулярно ждала его после матчей для того, чтобы сфотографироваться с игроком. Они начали обмениваться сообщениями в канун Нового года, и вскоре Джонсон встретился с девушкой, чтобы дать ей футболку «чёрных котов» с автографом.
Суд приговорил бывшего полузащитника сборной Англии и «Сандерленда» к шести годам тюремного заключения. После объявления приговора он велел семье продать роскошный особняк в Дареме, рассчитывая потратить деньги на хороших юристов. Особняк продали игроку сборной Англии по крикету Бену Стоуксу.
В тюрьме Джонсон освоил новые профессии. Он начал с роли уборщика. Daily Star выяснила, что игрок, зарабатывавший в «Сандерленде» 60 тысяч фунтов в неделю, теперь метет полы за 11 фунтов. Через пару месяцев он устроился тюремным парикмахером, а его жалованье выросло почти в два раза — до 20 фунтов.
В начале 2017 года Адам во второй раз подал апелляцию, настаивая на том, что при вынесении приговора судьи были излишне строги к нему из-за звёздного статуса. Тогда суд решил, что футболист использовал свою популярность, чтобы склонить девушку к половому акту. Лондонский суд отклонил и повторное обращение.

## Карьера в сборной
Джонсон был призван в сборную до 21 года, где принял участие в отборочном турнире к Чемпионату Европы в Швеции. Он успел отличиться один раз в квалификации, а затем успешно провести и сам турнир. В финальной встречи группового этапа, против Германии, Адам получил награду, как лучший игрок встречи.
В конце февраля 2010 года Фабио Капелло включил игрока в расширенный список на товарищескую встречу с Египтом, однако в окончательный список он так и не попал.
Дебют игрока в основной команде состоялся 24 мая 2010 года в товарищеской игре против сборной Мексики, которая закончилась уверенной победой англичан со счётом 3:1.
11 августа 2010 года Джонсон провёл полноценный матч в составе «Трёх львов», сыграв в товарищеском поединке против сборной Венгрии. Первый гол за сборную игрок забил в матче против сборной Болгарии в ходе квалификации к Евро-2012. Матч закончился со счётом 4:0. Второй гол был забит в игре против сборной Швейцарии которая закончилась со счётом 3:1.

## Статистика выступлений
| Выступление      | Выступление      | Выступление      | Лига | Лига | Кубки | Кубки | Еврокубки | Еврокубки | Прочие | Прочие | Итого | Итого |
| Клуб             | Лига             | Сезон            | Игры | Голы | Игры  | Голы  | Игры      | Голы      | Игры   | Голы   | Игры  | Голы  |
| ---------------- | ---------------- | ---------------- | ---- | ---- | ----- | ----- | --------- | --------- | ------ | ------ | ----- | ----- |
| Мидлсбро         | Премьер-лига     | 2005/06          | 13   | 1    | 0     | 0     | 0         | 0         | 0      | 0      | 13    | 1     |
| Мидлсбро         | Премьер-лига     | 2006/07          | 12   | 0    | 0     | 0     | 0         | 0         | 0      | 0      | 12    | 0     |
| Мидлсбро         | Премьер-лига     | 2007/08          | 19   | 1    | 0     | 0     | 0         | 0         | 0      | 0      | 19    | 1     |
| Мидлсбро         | Премьер-лига     | 2008/09          | 26   | 0    | 7     | 1     | 0         | 0         | 0      | 0      | 33    | 1     |
| Мидлсбро         | Чемпионшип       | 2009/10          | 26   | 11   | 2     | 1     | 0         | 0         | 0      | 0      | 28    | 12    |
| Мидлсбро         | Итого            | Итого            | 96   | 13   | 9     | 2     | 0         | 0         | 0      | 0      | 105   | 15    |
| Манчестер Сити   | Премьер-лига     | 2009/10          | 16   | 1    | 0     | 0     | 0         | 0         | 0      | 0      | 16    | 1     |
| Манчестер Сити   | Премьер-лига     | 2010/11          | 31   | 4    | 5     | 1     | 7         | 2         | 0      | 0      | 43    | 7     |
| Манчестер Сити   | Премьер-лига     | 2011/12          | 26   | 6    | 5     | 1     | 6         | 0         | 1      | 0      | 38    | 7     |
| Манчестер Сити   | Итого            | Итого            | 73   | 11   | 10    | 2     | 13        | 2         | 1      | 0      | 97    | 15    |
| Сандерленд       | Премьер-лига     | 2012/13          | 35   | 5    | 5     | 0     | 0         | 0         | 0      | 0      | 40    | 5     |
| Сандерленд       | Премьер-лига     | 2013/14          | 36   | 8    | 9     | 2     | 0         | 0         | 0      | 0      | 45    | 10    |
| Сандерленд       | Премьер-лига     | 2014/15          | 32   | 4    | 4     | 1     | 0         | 0         | 0      | 0      | 36    | 5     |
| Сандерленд       | Премьер-лига     | 2015/16          | 19   | 2    | 1     | 0     | 0         | 0         | 0      | 0      | 20    | 2     |
| Сандерленд       | Итого            | Итого            | 122  | 19   | 19    | 3     | 0         | 0         | 0      | 0      | 141   | 22    |
| Всего за карьеру | Всего за карьеру | Всего за карьеру | 291  | 43   | 38    | 7     | 13        | 2         | 1      | 0      | 343   | 52    |

## Статистика выступлений за сборную
| Матчи Адама Джонсона за сборную Англии | Матчи Адама Джонсона за сборную Англии | Матчи Адама Джонсона за сборную Англии | Матчи Адама Джонсона за сборную Англии | Матчи Адама Джонсона за сборную Англии | Матчи Адама Джонсона за сборную Англии | Матчи Адама Джонсона за сборную Англии |
| -------------------------------------- | -------------------------------------- | -------------------------------------- | -------------------------------------- | -------------------------------------- | -------------------------------------- | -------------------------------------- |
| №                                      | Дата                                   | Оппонент                               | Счёт                                   | Голы                                   | Соревнование                           |                                        |
| 1                                      | 24 мая 2010                            | Мексика                                | 3 : 1                                  | -                                      | Товарищеский матч                      |                                        |
| 2                                      | 11 августа 2010                        | Венгрия                                | 2 : 1                                  | -                                      | Товарищеский матч                      |                                        |
| 3                                      | 3 сентября 2010                        | Болгария                               | 4 : 0                                  | 1                                      | Отборочный матч ЧЕ 2012                |                                        |
| 4                                      | 7 сентября 2010                        | Швейцария                              | 3 : 1                                  | 1                                      | Отборочный матч ЧЕ 2012                |                                        |
| 5                                      | 12 октября 2010                        | Черногория                             | 0 : 0                                  | -                                      | Отборочный матч ЧЕ 2012                |                                        |
| 6                                      | 17 ноября 2010                         | Франция                                | 1 : 2                                  | -                                      | Товарищеский матч                      |                                        |
| 7                                      | 2 сентября 2011                        | Болгария                               | 3 : 0                                  | -                                      | Отборочный матч ЧЕ 2012                |                                        |
| 8                                      | 6 сентября 2011                        | Уэльс                                  | 1 : 0                                  | -                                      | Отборочный матч ЧЕ 2012                |                                        |
| 9                                      | 12 ноября 2011                         | Испания                                | 1 : 0                                  | -                                      | Товарищеский матч                      |                                        |
| 10                                     | 29 февраля 2012                        | Нидерланды                             | 2 : 3                                  | -                                      | Товарищеский матч                      |                                        |
| 11                                     | 26 мая 2012                            | Норвегия                               | 1 : 0                                  | -                                      | Товарищеский матч                      |                                        |
| 12                                     | 15 августа 2012                        | Италия                                 | 2 : 1                                  | -                                      | Товарищеский матч                      |                                        |